# John Laurance
John Laurance, född 1750 nära Falmouth, England, död 11 november 1810 i New York, var en amerikansk politiker. Han var en av de första ledamöterna av USA:s representanthus från delstaten New York och senare ledamot av USA:s senat från samma delstat.
Han studerade juridik och inledde 1772 sin karriär som advokat i New York. Han tog 1775 värvning i den kontinentala armén.
Han var ledamot av kontinentala kongressen 1785-1787, ledamot av USA:s representanthus 1789-1793 och ledamot av USA:s senat 1796-1800. Han tjänstgjorde som president pro tempore i senaten en kort tid i december 1798.